# Гурка-Прудніцька
Гурка-Прудніцька (пол. Górka Prudnicka, нім. Ernestinenberg) — село в Польщі, у гміні Біла Прудницького повіту Опольського воєводства.
Населення — 211 осіб (2011).
У 1975-1998 роках село належало до Опольського воєводства.

## Демографія
Демографічна структура станом на 31 березня 2011 року:
|          | Загалом | Допрацездатний вік | Працездатний вік | Постпрацездатний вік |
| -------- | ------- | ------------------ | ---------------- | -------------------- |
| Чоловіки | 108     | 17                 | 76               | 15                   |
| Жінки    | 103     | 17                 | 65               | 21                   |
| Разом    | 211     | 34                 | 141              | 36                   |